# Tepehuans
|  | No s'ha de confondre amb tepehues. |

Els tepehuans són un poble indígena de Mèxic que parla una llengua uto-asteca. Estan dividits en dos grups: els tepahuans del nord, que habiten al sud de l'estat de Chihuahua (més emparentats amb els tarahumares) i els tepahuans del sud que habiten als estats de Durango, Nayarit i Jalisco. "Tepahuans" prové del nàhuatl tépetl, "muntanya" i huan, una partícula possessiva; per tant significa "gent de les muntanyes".

## Idioma
El 1997 hi havia 30.000 parlants de tepahuan monolingües. Els tepahuans es diuen o'dam en la seva llengua i, per tant, també són coneguts a Mèxic com els ódami. De la seva llengua n'hi ha diversos dialectes. Estaven dividits en tres branques:
- Tepehuans del nord
- Tepehuans del sud
- Tepecanos

## Territori
Des de temps immemorials ocuparen les planures i vessants des de Parral, Chih., fins als límits amb Zacatecas. Entre els llocs on s'assenta més població hi ha: San Bernardillo de Milpillas chico, San Francisco de Lajas, Taxicaringa, Teneraca, San. Francisco de Ocotán, entre altres a l'Estat de Durango.

## Història
Foren obligats a extraure plata per als espanyols, i el 1616 es van rebel·lar amb tarahumares, acaxes i xicies. Un bruixot els va dir que era enviat pels déus i els va prometre eterna joventut, el paradís i cacera abundant. Uns 25.00 revoltats dirigits pel seu cabdill messiànic Quautlatas ocuparen Zape, Ganacevi i marxaren sobre Durango, però el 1617 foren vençuts en una guerra d'extermini. Els supervivents foren esclavitzats.